# グリコロニトリル
グリコロニトリル（英: Glycolonitrile）は、化学式HOCH2CNで表されるシアノヒドリンの一種である。ホルムアルデヒドシアノヒドリン、ヒドロキシアセトニトリルとも呼ばれる。

## 安全性
ホルムアルデヒドとシアン化水素に容易に分解する。日本の法令では毒物及び劇物取締法上の劇物、消防法上の危険物第4類第2石油類に区分される。アメリカ合衆国の緊急計画及び地域の知る権利に関する法律では極めて極めて危険有害な物質に区分される。

## 合成と反応
ホルムアルデヒドとシアン化水素を酸性条件下で、塩基性触媒を使用して反応させることにより得る方法が知られている。触媒として0.01〜1%の酢酸ナトリウムを溶解したホルマリン液に、pH4.8〜6.0、液温15〜30℃に維持しつつほぼ等モルの青酸を滴下し反応させたのち、硫酸で反応液をpH2以下に調整し、次いで50℃以下で減圧して、残留した青酸を除去することにより高純度のグリコロニトリルを生成する方法が開発されている。
グリコロニトリルはpH7.0以上の塩基性条件下では重合する。重合生成物は塩基性であり、自触媒反応により反応が進行する。
アンモニアとの反応によりアミノアセトニトリルが生じる。加水分解するとグリシンが得られる。
HOCH2CN  +  NH3   →   H2NCH2CN  +  H2O
H2NCH2CN  + 2 H2O   →   H2NCH2CO2H  +  NH3
工業的に重要なキレート剤であるEDTAは、グリコロニトリルとエチレンジアミンを反応させた後加水分解することにより調製される。ニトリロ三酢酸についても同様である
。